# 西お多福山
西お多福山（にしおたふくやま）は、兵庫県神戸市東灘区にある標高878mの山である。六甲連山の構成要素。

## 概要
六甲山系のほぼ中央に位置しており、標高が六甲山系で六甲山最高峰、後鉢巻山についで3番目に高い山である。
山頂には建設省近畿地方建設局・六甲無線中継所がある。